# Графф Віктор Єгорович
Віктор Єгорович Графф (нар.3 листопада 1819 — пом.25 листопада 1867) — увійшов у нашу історію як піонер степового лісорозведення.
Ця людина спростувала висновки зарубіжних вчених про неможливість розведення лісів у відкритій степовій місцевості. Донині у Волноваському районі Донецької області ростуть посаджені ним ліси, зокрема Великоанадольський ліс. Віктор фон Графф був засновником зеленої оази в спекотних степах Південного сходу України, а саме — Дібрівського лісу, основу якого він заклав.

## Біографія
Народився Віктор Єгорович фон Графф 3 листопада 1819 року в Овручі Волинської губернії в сім'ї штабс-капітана російської імператорської армії, німця за походженням, мати — італійка з роду Серпонті-де-Варрена. Рано залишився сиротою. В п'ятнадцять років він вступає до Петербурзького імператорського лісового та межевого інституту (нині Санкт-Петербурзький державний лісотехнічний університет), який закінчив з відзнакою. Опісля протягом двох років займався лісорозведенням поблизу Санкт-Петербурга і Казані.
В. Є. фон Граффа З квітня 1843 року призначили лісничим у Катеринославську губернію. Міністерство державних володінь доручило йому зайнятися степовим лісорозведенням. Він обрав у степу місце «для лісорозведення у широких розмірах». Ця ділянка займала понад 2,5 тисячі десятин безводдя, підвищеного відкритого розташування та важких глинистих ґрунтів. Так і утворилося перше в Російській імперії зразкове Велико-Анадольське лісництво. Посадки почалися восени 1845 року. За 23 роки роботи в лісництві Віктор Єгорович зумів під своїм керівництвом 157 гектарів степів перетворити на ліси, закласти розсадник на площі 57 гектарів, де було вирощено близько 30 порід дерев і 40 порід кущів. І це робилося за умов, коли теоретичні основи степового лісорозведення були вкрай незадовільними.
Було створено Велико-Анадольську школу лісників по лісовому лісорозведенню (нині Велико-Анадольський лісовий коледж).
На допомогу В. Є. фон Граффу і для навчання лісорозведенню в січні 1844 р. прибули 11 перших селянських хлопчиків. Він відібрав 8, з яких 4-х залишив собі, а 4-х відправив Й. Й. Корнісу. Для збереження плантації було поселене одне сімейство постійної лісової охорони.
Перший керівник Великоанадольського степового лісництва В. Є. фон Графф був і першим завідувачем школи лісників, заснованою при названому лісництві в 1850–1851 навчальному році. У положенні про Великоанадольське навчальне степове лісництво в главі II про школу лісників записано:
|  | Для навчання обізнаних і досвідчених людей дереворозведення, з сільських жителів південних губерній Росії і, крім того, для занять з лісорозведення в державних лісових дачах, складається при Великоанадольському степовому лісництві школа лісників. Оригінальний текст (рос.) Для образования сведущих и опытных людей, предназначаемых по древовзращению, из сельських обывателей южных губерний Росии и, кроме того, для занятий по лесоразведению в казенных лесных дачах, состоит, при Великоанадольском степном лесничестве, школа лесников. |

Складалась вона з 3-х класів з 3-х літнім навчанням. У кожному класі було по 40 учнів. У школу приймалися селянські хлопчики з найближчих сіл. В. Є. фон Графф був завідувачем школи і викладав «древоводство». Окрім завідувача були ще два викладачі. Вихованці носили військову форму з червоними кантами, і усе було побудовано на військовий лад. Режим дня був наступним: взимку вставали по дзвінку о 5 годині ранку, а влітку — о 4 годині ранку, о 6 годині снідали. На сніданок збори робилися під команду 4-х єфрейторів і 4-х унтер-офіцерів, яких призначав В. Є. фон Графф. З 7 годин до 11 годин були ранкові класні заняття. О 12 годині — обід, потім до 4-х знову класні заняття. Після 4-ї години вихованці готували уроки до наступного дня. О 8 годині була вечеря і о 9 годині усі лягали спати. З настанням весняних робіт класні заняття припинялися. Після сніданку вихованці йшли на роботу в ліс або на лісорозсадник, працювали там до 11 годин, з 11 до 12 години був обід, потім відпочинок до 3-ї години, після чого знову працювали до заходу сонця. Окрім класних занять і практичних робіт, вихованці навчалися військовим вправам, головним чином муштруванню. При виконанні робіт В. Є. фон Графф звертав особливу увагу на акуратність і точність виконання. Якщо вихованець робив неправильну посадку і не акуратно, то В. Є. фон Графф наказував усі роботи переробити наново і винного покарати. Усі роботи по лісорозведенню в лісництві виконувалися вихованцями школи і тільки у разі накопичення великої кількості робіт наймали сторонніх робітників. Учні, що закінчили курс 3-х літнього навчання залишалися в лісництві ще на рік для практичних занять. Потім отримували звання лісників і приходили на роботу по лісовому відомству.
Графф залишив великий гербарій рослин Великоанадольського степу, який демонструвався на Всеросійській промисловій виставці у Москві в 1872 році.
Будучи аристократом за походженням, піонер степового лісорозведення жив у землянці, часто не мав за що купити цукру і свічок, але не міг дозволити собі використовувати державні кошти на власні потреби. Віктор Єгорович Графф писав у 1863 році:
|  | Мало не 12 років кочували, як ті цигани; я жив у селі за 15 верстов від місця занять (в с. Новотроїцьке) в душній сирій квартирі і зазнав при цьому найбільш нелюдської скрути… |

Не краще жилося і вихованцям школи лісників, саме в таких тяжких умовах в селі Новотроїцьке народжувався ліс. У Великоанадолі померла його десятилітня донька, тяжко хворіли син та дружина (сестра відомого російського поета Василя Курочкіна). Сам фон Графф, особливо останні роки життя, страждав на невиліковні недуги, але у нього ніколи не виникало думки залишити незавершеним справу життя.
В 1865 році Віктора Єгоровича призначають в Москві професором лісоводства Петровської земельної і лісової академії. Він уже був дуже серйозно хворий і в зв'язку з цим майже не читав лекцій, а через рік, у віці 48 років, 25 листопада 1867 року помер. Поховали його поблизу академії в селі Владикіно. В 1910 році у Велико-Анадольському лісництві був відкритий пам'ятник Віктору Єгоровичу фон Граффу.

## Цікаві факти
- Православний від народження В. Є. Графф офіційно був іноземцем, але вважав себе українцем і заповідав посадити в себе на могилі дуб з донецьких степів.